# Indonésia nos Jogos Olímpicos de Verão de 2004
Indonésia competiu nos Jogos Olímpicos de Verão de 2004, em Atenas, na Grécia.